# 2019年夏河地震
2019年夏河地震是指2019年10月28日凌晨发生于中国甘肃省甘南藏族自治州夏河县的地震。该次地震震中距离夏河县城区约19千米（北纬35.10度，东经102.69度），震级为Ms 5.7级、MW 5.2级，震源深度约为10千米。
截至2019年10月28日晚，该次地震已致使21人受伤。

## 发震背景
截至该次地震发生，2019年全年甘肃省境内共发生11次3级以上地震。中国地震台网中心首席预报员孙士鋐在接受新京报采访时称，该次地震的震中地质活动本身就相对活跃，发生成因可能和震中附近的东昆仑地震断裂带北部有一定关联。同时，由于夏河地震发生于东昆仑断裂带北端，而2017年九寨沟地震发生于该断裂带的南端，孙士鋐认为该次地震和2017年九寨沟地震在成因上可能有共性。

## 参数测定
据中国地震台网测定，该次地震震中位于中国甘肃省甘南藏族自治州夏河县，距离该县城区约19.2千米。同时还测定震级为Ms 5.7级，震源深度约为10千米。甘肃省地震局、省消防救援总队、省森林消防总队和甘南州应急局综合评估，该次地震的最大烈度为7（VII）度，夏河县和合作市均处于7度圈内。
美国地质调查局测定的震级数值上较低，为MW 5.2级和mb 5.4级。欧洲地中海地震中心测得的体波震级与美国相比较低，为mb 5.3级。

## 震后响应
地震发生后约1小时，即3时10分，由副局长石玉成带队，甘肃省地震局派出共计16人的现场工作队前往震区进行灾情调查。甘南藏族自治州政府在地震发生当日启动了三级应急响应，同时成立州县抗震救灾指挥部。据新华社记者报道，灾区已调用帐篷、棉被和棉衣等物资，出动医疗应急救护车和通讯保障车共38辆，抽调消防官兵63人以及医疗救护人员190余人。截至地震发生当日晚上，灾区共转移群众6.65万人。

## 震害情况
地震发生时，合作市和夏河县震感强烈，天水市、定西市以及兰州市均有明显震感。甘肃省地震局称，尤其是在震中20千米范围内的地区震感非常强烈。
截至地震发生当日晚，灾区共有21人受伤，其中夏河县3人受伤、合作市18人受伤。其中，合作市共有3名伤者被送往医院进行治疗，总体病情平稳。同时，地震还造成夏河县和合作市分别2080户和1192间房屋受损。